# Gratangen
Gratangen (en sami septentrional: Rivttáid) és un municipi situat al comtat de Troms, Noruega. Té 1.137 habitants (2016) i la seva superfície és de 312.77 km².